# あめりか屋

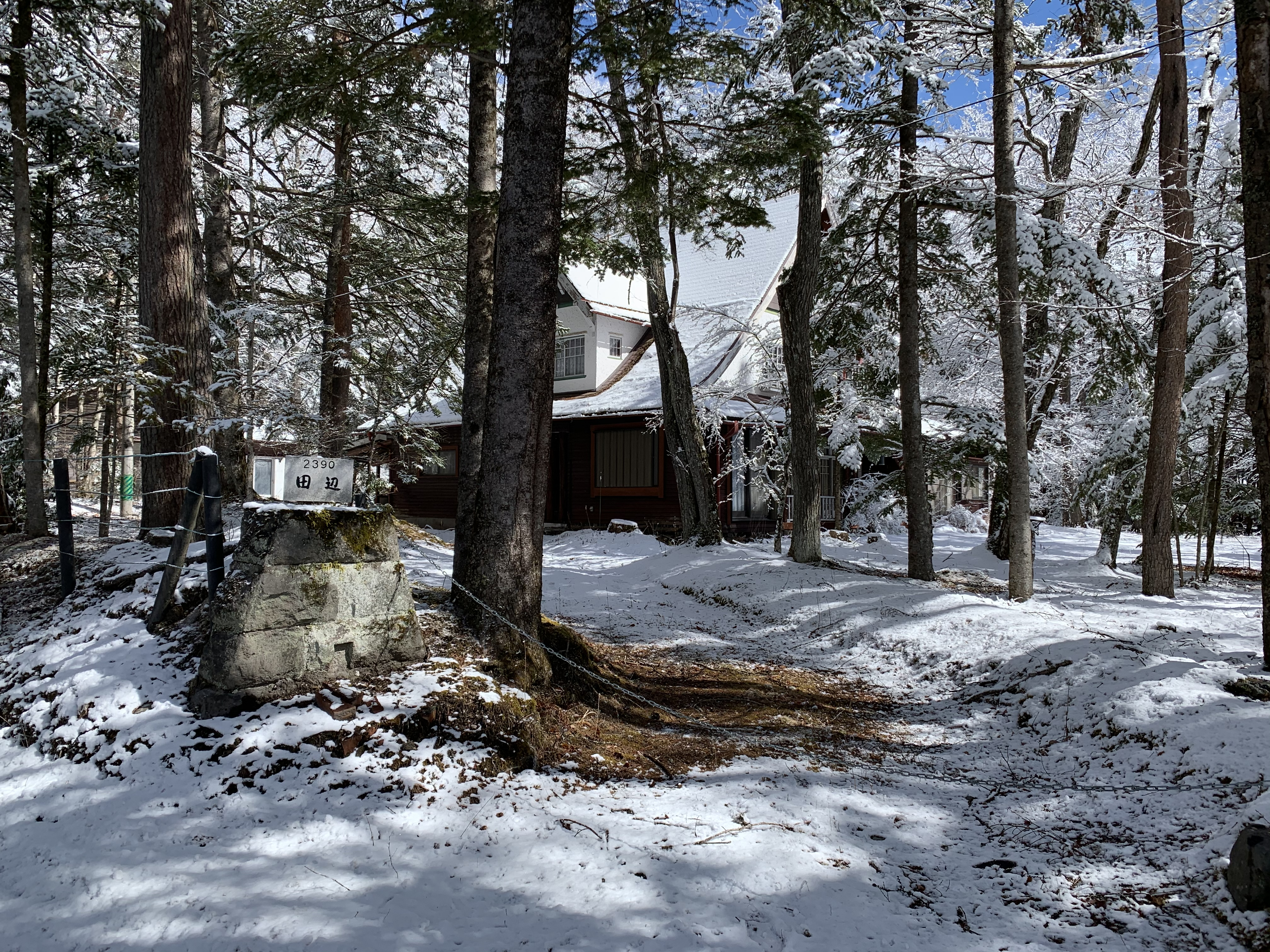
あめりか屋建築の一例、田辺元三郎別荘（長野県軽井沢町、1917年竣工）。2021年頃消失。

あめりか屋（あめりかや）は1909年（明治42年）に創業した日本のハウスメーカー（住宅の設計施工会社）である。

## 概要
あめりか屋の創立者は橋口信助（1879年-1928年）である。橋口は若い頃に一旗あげようとアメリカへ渡り、さまざまな職業を転々とした後、1909年に帰国。
帰国する際に、組立式のバンガロー住宅6棟をアメリカから持ち帰った（規格材を用いる点で現在のプレハブ工法や2×4に通じる）。事業の第一歩になったのが赤坂に建てた外国人向けの貸家（藤倉氏貸家、1910年）であった。
橋口は建築家武田五一の支援を受けて住宅改良会を立ち上げ、佐藤功一、滋賀重列らを顧問、首相の大隈重信はじめ各界の有力者を賛助員に迎えた。1915年に機関誌『住宅』を創行し、出版を通じた啓蒙活動を行った。1916年に早稲田大学建築学科を卒業した山本拙郎が入社（後に技師長）。
1910年代後半にかけて徳川家、細川家、大隈家、加藤家、芳賀家、根津家などの別荘を軽井沢に建設して信用を高めていく。
1919年（大正8年）、資本金100万円で株式会社化。平和記念東京博覧会の文化村（1922年）や住宅改造博覧会（1922年）に参加し、居間を中心にした家族本位の洋風住宅を実物展示した。当時問題になっていた和洋折衷の二重生活を住宅の面から批判し、いす式を採り入れた合理的な住宅を提案した。
あめりか屋は生活改善を求める大正文化の進展とともに事業を拡大したが、洋風住宅を手がける建築家や施工会社も増えたため、次第に経営が厳しくなった。1928年（昭和3年）に経営を引き継いだ山本拙郎は1931年の株主総会で追及され、経営を西村達次郎（大阪店長）に譲った。
1941年に日米が開戦すると建拓社に改称。1943年末に閉鎖した。

## 組織
会社は東京市芝区琴平町（現在の虎の門付近）にあり、軽井沢、大阪、京都などに出張所を置いた。大阪・京都店は後に独立させ、株式会社とした。
大阪店は1942年に閉鎖（戦後復活）。京都店は戦後も継承されている（京都店から敦賀店が分かれた）。

## あめりか屋式住宅の特徴

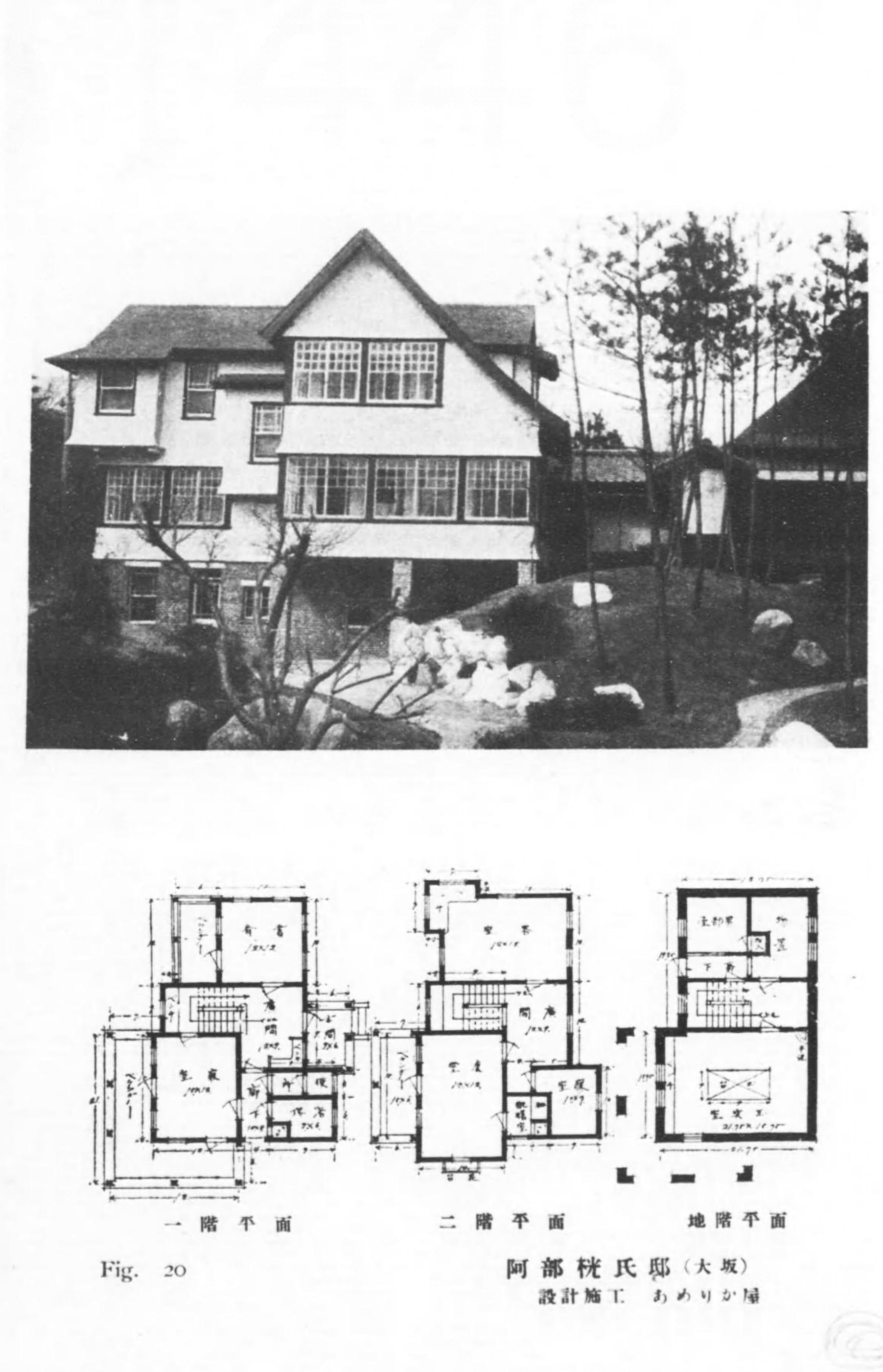
光岡義一編『住宅建築』より阿部桄氏邸。あめりか屋の建築したバンガロー住宅の一例。

- 外観は柱を見せない大壁である。1階の外壁を下見板張りとし、2階の外壁をモルタル塗りとするのが典型的なあめりか屋の住宅であった。ただし、大正後期には全体をモルタル仕上げとすることが多くなった。
- 居間、寝室を中心にした間取りを基本とした。もともと和洋折衷の二重生活を解消することが目的だったが、注文主の要望で和室を造ることも多かった。
- 初期の頃、室内は柱を見せない造りであったが、湿気が多い日本では柱が腐りやすくなるため、柱を見せるようになった。窓は在来の引き違い窓とする[2]。

## 『住宅』
住宅改良会の機関誌『住宅』は1915年（大正4年）に創刊され、日本で初めての住宅専門誌とされる。編集部はあめりか屋に置かれた。当初はあめりか屋の住宅を多く紹介しており、あめりか屋のPR誌的性格が強かったが、後にあめりか屋以外の住宅も多く紹介している。1943年（昭和18年）の326号で刊行が途絶えた。

## 現存する作品
いくつかの住宅は国の登録有形文化財になっている。
- 徳川慶久別荘（1916年、軽井沢）- 個人所有のため非公開
- 桜井忠養別荘（1916年、軽井沢）- 2000年の時点では現存[3]
- 軽井沢警察官舎/原文兵衛（1916年、軽井沢）- 2000年の時点では現存[3]
- 近衛文麿別荘（1918年、軽井沢） - 後に市村今朝蔵の所有となる。市村記念館として公開、軽井沢町文化財
- 津軽承昭別荘/神言会修道会（1918年?、軽井沢）- 2000年の時点では現存[3]
- 徳川圀順別荘（1920年、軽井沢） - 後に田中角栄が所有したことで知られる、法人所有のため非公開、登録文化財
- 川上貞奴邸（1920年頃、名古屋） - 移築復元され、現文化のみち二葉館として公開、登録文化財
- 桜ケ丘住宅改造博覧会出品住宅（1922年、箕面市）- 個人所有のため非公開
- 今戸家住宅（1924年、箕面市）- 奥戸大蔵設計、あめりか屋施工、登録文化財
- 若江の家（1924年、大阪） - あめりか屋大阪店設計、天理市に移築し現天理大学創設者記念館
- 島村家住宅（1926年、和歌山市） - 登録文化財
- 森啓次郎邸（1929年、京都市） - あめりか屋京都店設計、登録文化財
- 革島医院（1935年、京都） - あめりか屋京都店設計、個人所有のため非公開、登録文化財